# Onomastica abissina
Nell'onomastica abissina, l'antroponimo di ogni persona è costituito dal nome proprio di persona e dal nome del padre della persona stessa. Non esistono perciò i cognomi ed ognuno eredita esclusivamente il nome del padre, che segue il proprio (la medesima regola vige tanto per gli uomini che per le donne). Per tale ragione, peraltro, le donne non mutano il proprio nome completo col matrimonio.
Pertanto il nome di ogni persona è costituito da quello proprio (di solito diverso da quello degli altri componenti della famiglia: diversamente da altri luoghi, Italia compresa, non è apprezzato attribuire ai figli il nome di loro antenati) cui segue il patronimico.
In occidente e più in generale fuori dalle regioni “abissine” (Eritrea ed Etiopia), il patronimico viene facilmente quanto erroneamente scambiato per un cognome. Sovente, per ragioni di ordine pratico e giuridico, nella diaspora Habesha le persone assumono come “cognome” il nome del nonno (cioè il secondo nome paterno), che rimane come tale fissato ad infinitum, usando poi il doppio nome (quello proprio e quello del genitore). 
La legislazione vigente in Eritrea consente di utilizzare il nome della madre, in luogo di quello usualmente utilizzato del padre, quale seconda parte del nome.

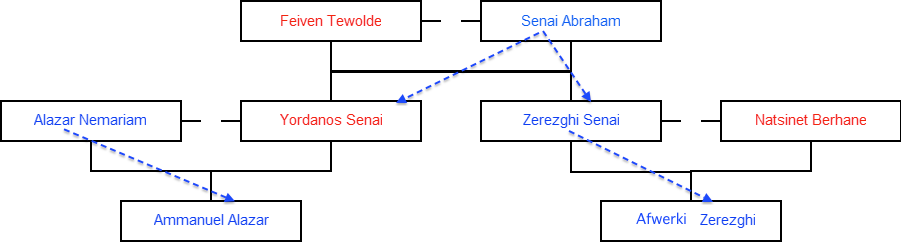
Esempio di albero genealogico di una famiglia eritrea (in rosso le donne e in blu gli uomini)